# Jitsi
Jitsi (dawniej SIP Communicator) – program do obsługi wideokonferencji, technologii VoIP i komunikator internetowy, dostępny dla Windows, Linuksa i macOS. Obsługuje wiele popularnych protokołów tekstowych i dźwiękowych.
Program jest dostępny na wolnej licencji GNU Lesser General Public License.